# Fusion de Miami
Maillots
Le Fusion de Miami (en anglais : Miami Fusion) est un ancien club franchisé de soccer basé à Miami en Floride. Fondé en 1997, il a évolué en Major League Soccer entre 1998 et 2001.

## Historique

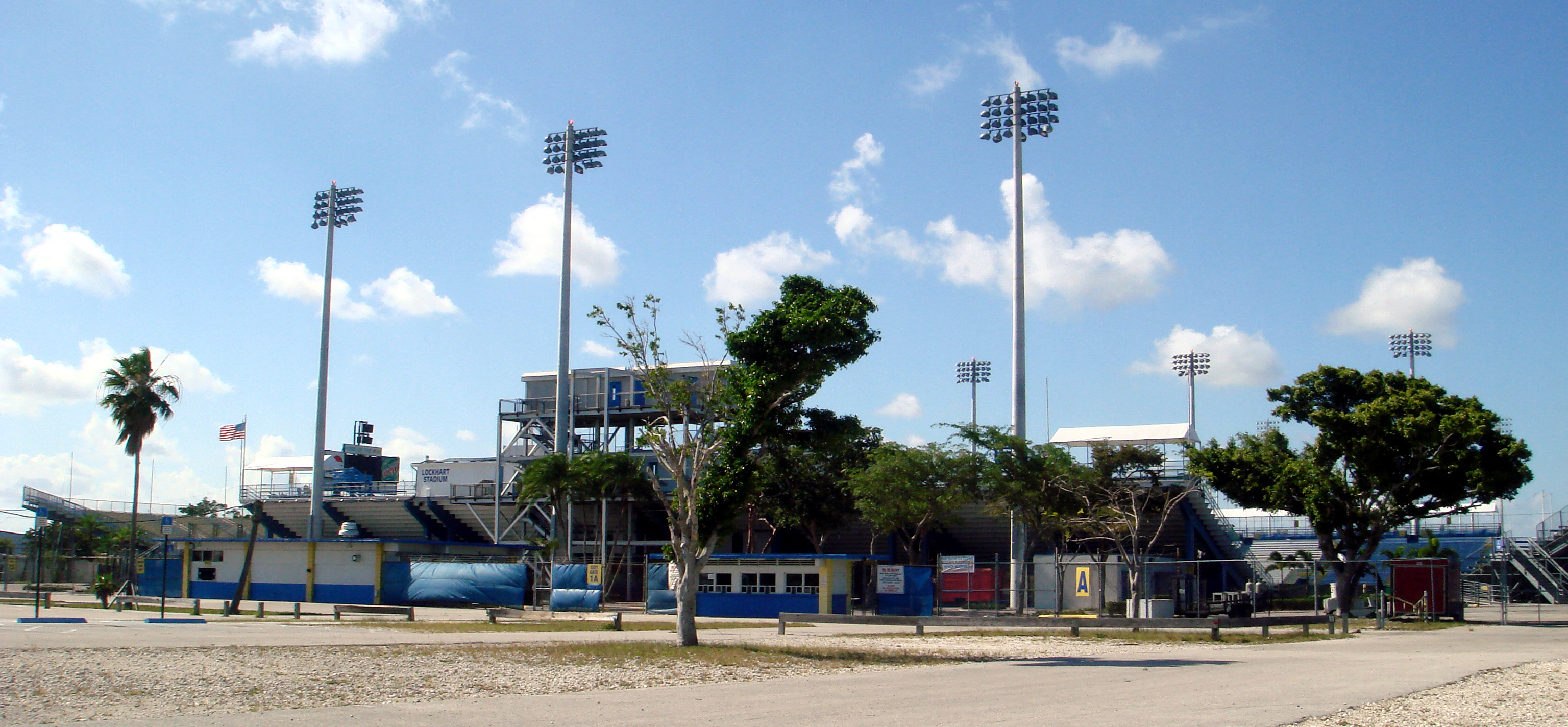
Lockhart Stadium

- 1998 : fondation de la franchise à Fort Lauderdale, Floride, sous le nom de Miami Fusion FC.
- 2001 : la MLS décide de réduire le nombre de clubs, ce qui entraîne la fin du Fusion de Miami.

## Palmarès
- MLS Supporters' Shield : 2001
- Conférence Est de la Major League Soccer : 2001

## Bilan par saison
| Année | Saison régulière | Saison régulière | Saison régulière | Saison régulière | Saison régulière | Saison régulière | Saison régulière | Position | Position | Coupe MLS                 | US Open Cup     | Ligue des champions CONCACAF | Affl. moy. saison régulière | Affl. moy. séries éliminat. | Meilleurs buteurs  | Meilleurs buteurs |
| Année | M                | V                | N                | D                | BP               | BC               | Pts              | Conf.    | Ligue    | Coupe MLS                 | US Open Cup     | Ligue des champions CONCACAF | Affl. moy. saison régulière | Affl. moy. séries éliminat. | Joueurs            | Buts              |
| ----- | ---------------- | ---------------- | ---------------- | ---------------- | ---------------- | ---------------- | ---------------- | -------- | -------- | ------------------------- | --------------- | ---------------------------- | --------------------------- | --------------------------- | ------------------ | ----------------- |
| 1998  | 32               | 15               | -                | 17               | 51               | 68               | 35               | 4e       | 8e       | Demi-finale de conférence | Quart de finale | Non qualifié                 | 10 284                      | 13 128                      | Diego Serna        | 11                |
| 1999  | 32               | 13               | -                | 19               | 42               | 59               | 29               | 4e       | 9e       | Demi-finale de conférence | Non inscrit     | Non qualifié                 | 8 689                       | 8 446                       | Diego Serna        | 10                |
| 2000  | 32               | 12               | 5                | 15               | 54               | 56               | 41               | 3e       | 9e       | Non qualifié              | Finale          | Non qualifié                 | 7 460                       | N/Q                         | Diego Serna        | 16                |
| 2001  | 26               | 16               | 5                | 5                | 57               | 36               | 53               | 1er      | 1er      | Demi-finale               | Troisième tour  | Non tenue                    | 11 177                      | 8 719                       | Alex Pineda Chacón | 19                |

## Joueurs marquants
- Ian Bishop
- Scott Budnick
- Jeff Cassar
- Leo Cullen
- Henry Gutierrez
- Jay Heaps (1998-2001)
- Marcelo Herrera
- Roy Lassiter (2000)
- Martin Machon
- Tyrone Marshall (1998-2001)
- Pablo Mastroeni (1998-2001)
- Paulinho McLaren
- Alex Pineda Chacón
- Preki (2001)
- Nick Rimando
- Jim Rooney
- Diego Serna (1998-2001)
- Carlos Valderrama (1998-1999)
- Wélton Araújo Melo
- Ian Woan
- Eric Wynalda (1999-2000)